# Strada statale 147 di Assisi
La ex strada statale 147 di Assisi (SS 147), ora strada regionale 147 di Assisi (SR 147), è una strada regionale italiana che da Perugia conduce ad Assisi.

## Storia
La strada statale 147 venne istituita nel 1951 con il seguente percorso: "Dall'innesto con la statale n. 75 presso Bastiola ad Assisi."
In seguito al decreto legislativo n. 112 del 1998, dal 2001 la gestione è passata dall'ANAS alla Regione Umbria che ha poi ulteriormente devoluto le competenze alla Provincia di Perugia, mantenendone comunque la titolarità.

## Percorso
La strada ha inizio a Collestrada, nel comune di Perugia, dalla strada statale 75 Centrale Umbra, e si dirige prima ad Ospedalicchio, nel comune di Bastia Umbra e, dopo aver superato l'abitato principale, tocca anche l'altra frazione di Madonna Campagna; entra poi nel comune di Assisi, dove tocca l'abitato principale e le frazioni di Renaiola, San Vitale, fino ad arrivare nella località Passaggio d'Assisi, dove termina immettendosi sempre sulla strada statale 75 Centrale Umbra.

## Strada statale 147 dir di Assisi
La ex strada statale 147 dir di Assisi (SS 147 dir), ora strada regionale 147 dir di Assisi (SR 147 dir), è una strada regionale italiana.
Funge praticamente da collegamento tra la ex strada statale 147 di Assisi, nell'abitato di Assisi, e la strada statale 75 Centrale Umbra, nella frazione di Santa Maria degli Angeli.
In seguito al decreto legislativo n. 112 del 1998, dal 2001 la gestione è passata dall'ANAS alla Regione Umbria che ha poi ulteriormente devoluto le competenze alla Provincia di Perugia, mantenendone comunque la titolarità.